# Kaylin Swart
Kaylin Swart (sinh ngày 30 tháng 9 năm 1994) là một thủ môn bóng đá Nam Phi. Cô là thành viên của đội tuyển bóng đá nữ quốc gia Nam Phi.

## Đầu đời
Kaylin Swart sinh ngày 30 tháng 9 năm 1994 tại Port Elizabeth, Nam Phi.

## Sự nghiệp
Swart bắt đầu sự nghiệp thời trẻ của mình tại Springs Home Sweepers FC ở Nam Phi, nơi cô tham gia vào đội hình World Cup FIFA U17 dành cho nữ 2010 ở Trinidad và Tobago.

### Sự nghiệp tại cấp Đại học
Kaylin bắt đầu sự nghiệp của mình tại AIB College of Business nhưng sau đó chuyển sang Menlo College để chơi cho Menlo Oaks vào năm 2015. Cô ra sân trong 19 trận và bắt đầu 18 trận trong mùa đầu tiên tại Menlo. Cô đã có một bàn thắng, cao hơn so với trung bình 0,87 (tốt nhất trong lịch sử Menlo College) và ghi lại sáu lần sút ra ngoài (nhiều thứ hai trong lịch sử đội). Cô nhận được danh hiệu All-GSAC và một danh hiệu Danh dự danh dự cho đội NAIA All-American (người chơi thứ hai trong lịch sử Menlo để nhận vinh dự này). Kaylin cũng giúp Menlo đứng thứ hai trong giải đấu về số bàn thua trong mỗi trận (0,78).

### Sự nghiệp quốc tế
Lần xuất hiện quốc tế đầu tiên của cô là vào ngày 9 tháng 7 năm 2016 trong trận đấu với đội bóng đá nữ Mỹ, trong đó họ thua với tỉ số tối thiểu là 1-0. Cô là thủ môn khởi đầu cho đội bóng đá nữ Nam Phi tại Women Afcon 2018, nơi họ thua trong trận chung kết trước Super Falcons của Nigeria trong loạt sút luân lưu.